# ECA Group
 (février 2012).
Si vous disposez d'ouvrages ou d'articles de référence ou si vous connaissez des sites web de qualité traitant du thème abordé ici, merci de compléter l'article en donnant les références utiles à sa vérifiabilité et en les liant à la section « Notes et références ».
Pour les articles homonymes, voir ECA.
ECA est un groupe français créé en 1936 et spécialisé dans la conception, la fabrication, la commercialisation et la maintenance d'équipements et de systèmes robotisés opérant en milieu hostile.

## Historique
ECA a été fondée en 1936 par messieurs Rozycki et Gianoli, et fête donc ses 80 ans d’existence en 2016. Marcel Gianoli, ingénieur aéronautique, travaillait dès les années 1920 dans les ateliers Letord à Meudon où étaient fabriqués les avions Arc-en-ciel, dont un modèle permit notamment à Jean Mermoz de traverser l'Atlantique sud en 1933.

### Développement
Marcel Gianoli fonde la société ECA, « études et constructions aéronautiques », à Meudon en 1936. Monsieur Gianoli anime alors l’aspect technique de la Société, tandis que Monsieur Rozycki assure la gestion et les relations commerciales.
L’accent est mis d’emblée sur l’innovation, Messieurs Gianoli et Rozycki déposent de nombreux brevets pendant les premières années (entre 1936 et 1950, 100 brevets sont déposés par la poignée de personnes qui constituent alors la société) : brevets sur le pilotage, gestion d’objets volants, les gouvernes… probablement encore mis en œuvre pour certains d’entre eux dans les avions modernes.
Durant cette période, ECA créa de nombreux composants dont la gouverne dite « Autoptère » qui contrôlait automatiquement l’incidence ou le glissement d’un aérodyne sans apport d’énergie autre que celle provenant du courant d’air relatif.
La société va se spécialiser dans les cibles aériennes jusqu’à ce qu’elle dispose d’une véritable expertise dans le domaine des cibles aériennes remorquées. Par la suite ces cibles aériennes vont commencer à s’automatiser et, en avril 1940, un premier projet de cible aérienne télécommandée pour l’entraînement des pilotes est présenté à la Marine, marquant ainsi les prémisses de la robotique.

### l’Aéronautique
À la fin des années 1950, tous les ingrédients sont réunis pour qu’ECA devienne à la fois l’acteur de l’aéronautique à Toulouse et le roboticien. ECA maîtrise la mécanique et suit l’évolution des technologies : électronique, automatismes puis informatique.
Ayant développé des compétences en fabrication de pièces aéronautiques et s’étant doté d’un outil de production mécanique pour ses propres besoins, ECA usine des pièces complexes en Alu forgé pour l’aéronautique avec des clients aux noms prestigieux comme Dassault, Matra, le service technique aéronautique de l’armée de l’air ou encore Messier-Bugatti.
De cette façon, 500 engins précurseurs de missiles téléguidés et télécommandés (ECA 27, ECA 20, ECA 57…) sont construits.
À cette période ECA compte alors un effectif total de l’ordre de 140 personnes.
En parallèle, ECA développe ses activités en informatique et en automatismes au fil des besoins du marché et des avancées de la technologie. Dans l’informatique, ECA deviendra l’acteur de référence des années 1980 pour les systèmes embarqués, devenu SYSECA.
Jusqu’au milieu des années 1960, ECA est donc une entreprise essentiellement aéronautique.
La société maîtrise alors l’aérodynamique subsonique qui sera cruciale 10 ans plus tard dans son développement dans le monde sous-marin grâce aux lois de l’hydrodynamique qui sont semblables à celles de l’aérodynamique subsonique.

### Robotique sous-marine
À la fin des années 1960, à partir de ses compétences en mécanique, automatismes et informatique, ECA fait son entrée par le programme nucléaire décidé par le président de la République et général St-Cyrien : Charles de Gaulle.
ECA se voit confier le développement d’un modèle au 1/10ème du SNLE (sous-marin nucléaire lanceur d’engins) pour en tester les formes hydrodynamiques.
Ceci se passe en rade de St Tropez. ECA s’est installé dans une bastide à Ramatuelle pour ces activités.

#### Le PAP - Le premier robot sous-marin anti mines

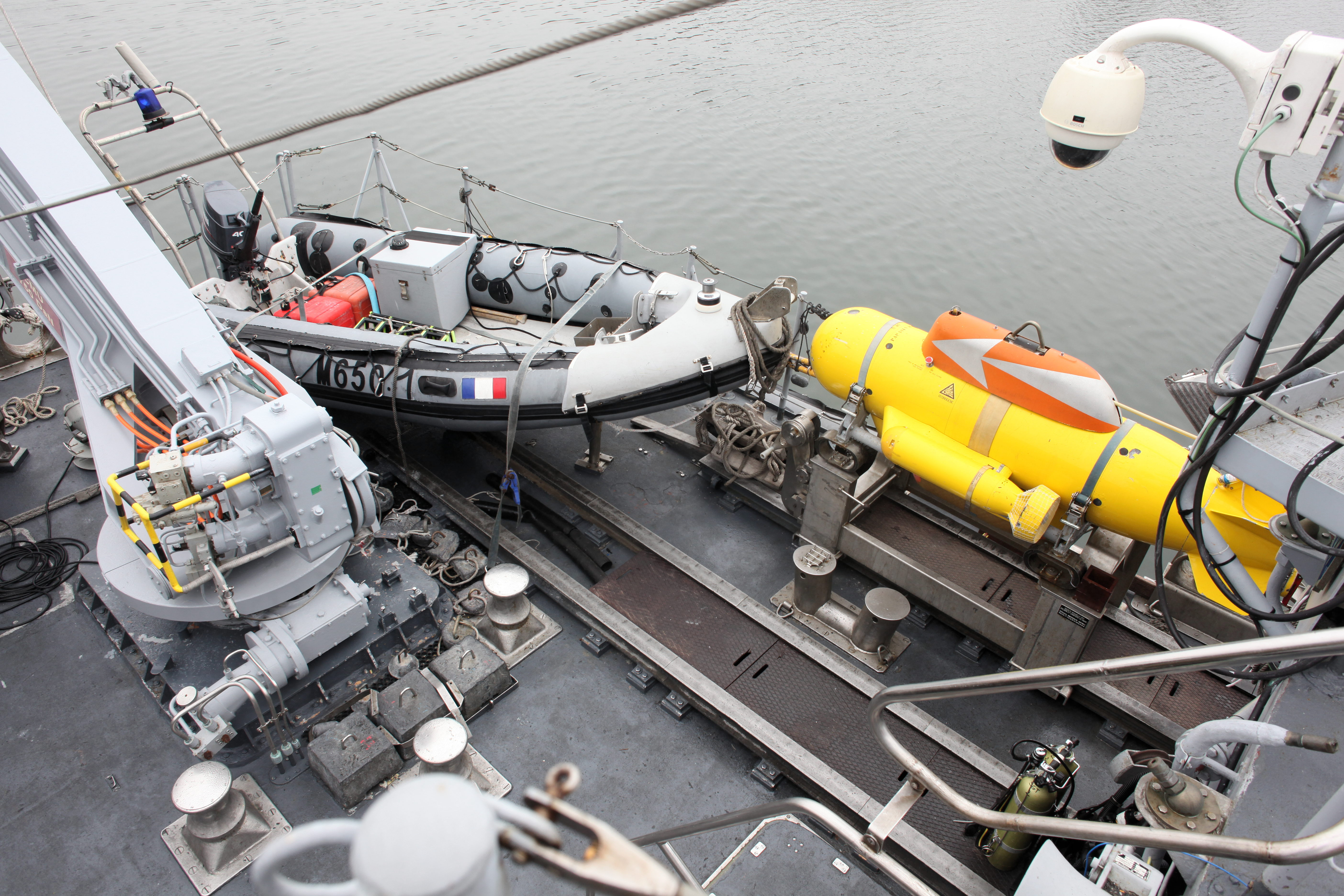
Embarcation et Poisson Auto Propulsé 104 du navire français Sagittaire de la classe Tripartite

Spécialiste en Robotique, au contact de personnels de la DCAN de St Tropez qui ont l’idée d’un démonstrateur de robot de déminage sous-marin, ECA se voit également confier en sous-traitance de la DGA le développement du PAP (Poisson Autopropulsé Piloté), premier robot de déminage sous-marin au monde. Le premier robot sous-marin anti mines PAP-104 est créé en 1970.
La DGA commande alors un premier batch de 10. C’est cela qui déclenche l’installation d’ECA à Toulon en 1975 où se trouve le siège actuel du groupe.
Les robots PAP deviendront une référence en déminage sous-marin et seront les produits phare d’ECA pendant 30 ans, gros succès à l’export, vendus sous licence DCAN et ce qui fait qu’ECA est, sur la période, l’industriel qui verse le plus de royalties à la DCAN.
Ils marquent l’entrée en force d’ECA dans le domaine de la robotique. Dans les années 2020, grâce à des modifications successives, ils équipent toujours la marine française.

#### D’autres produits pour la robotique sous-marine
Les créations successives  du POPE, du MARLIN, du SAR ainsi que de nombreux composants et systèmes divers pour le milieu sous-marins viendront par la suite. L'EPAULARD, premier engin opérationnel profond d'observation autonome inhabité (AUV) au monde et pouvant intervenir jusqu'à 6000m de profondeur, est conçu en 1979 pour l'IFREMER
Certains de ces produits participeront notamment à des missions particulièrement importantes telles que l’exploration du Titanic. C’est notamment le cas du mini ROV Rovin, conçu par HYTEC, appartenant désormais à ECA.
Parallèlement, l’extension de la production nécessita alors l’agrandissement des locaux de la Région Parisienne. L’usine de production mécanique s’implanta quai du Docteur Derveaux à Asnières et celle de tôlerie rue de l’Industrie à Gennevilliers.
L’ensemble de la société ECA représente alors début 1986 un effectif total de 335 personnes dont 135 environ sont affectées spécialement à l’étude et à la recherche.
À la fin des années 1980, ECA conduit toujours ses activités aéronautiques (fabrication mécanique) mais devient au fil des années une société plus axée sur la robotique, en particulier dans le domaine sous-marin civil et militaire. L’entreprise est alors vendue et reprise par le Groupe Gorgé, qui fait d’ECA à partir de 1992 l’acteur que l’on connaît aujourd’hui dans le monde de la robotique, avec près de 80 pays clients à travers le monde.
Ainsi, la division aéronautique d’origine s’oriente désormais davantage vers la robotique, en fournissant par exemple à des sociétés comme Airbus d’immenses machines d’assemblage pour produire des avions, mais également en proposant dès aujourd’hui des solutions Robotiques futuristes telles que des robots humanoïdes qui pourraient bien révolutionner le marché dans les années à venir.
Cette division représente encore aujourd’hui 30 % du chiffre d’affaires de l’entreprise.

### Division de simulation
Par ailleurs, la société a également acquis une division simulation, qui représente environ 15 % de son chiffre d’affaires. Elle est dotée d’un ensemble de compétences civiles ou de défense, dans le domaine naval (simulateurs sonar, radar, centrales opérations, wargaming), terrestre (conduite automobile civile ou pilotage de véhicules blindés légers) ou aéronautique (simulateurs de pilotage). Les activités de simulation ont évolué dans le civil avec des solutions sur PC et ECA a parfaitement réussi aussi bien dans le domaine de l’aéronautique que du terrestre. Technologiquement, ces activités sont très complémentaires à celles d’ECA. Enfin, la société a le projet de faire entrer son pôle Simulation dans le monde militaire où les technologies sur PC, moins chères, sont encore peu présentes. Après 8 ans d’effort, c’est le cas avec le projet de Simulation pour le marché militaire.
Ces acquisitions, notamment celles menées après l’introduction en bourse, mèneront à la structuration actuelle du groupe en 3 pôles : « Aerospace », « Robotique & Systèmes Intégrés » et « Simulation ».

## Domaine de compétence et d’activité
Le chiffre d’affaires d'ECA est reparti entre les activités de robotique de défense et celles de robotique civile:
Robotique de défense
- Robots d'identification et de destruction de mines (n° 1 mondial[2],[3],[4]) ;
- Véhicules consommables de destruction de mines sous-marines ;
- Robots sonars de détection ;
- Systèmes acoustiques sous-marins ;
- Systèmes télé-opérés terrestres.

Robotique civile (43,7 %)
- Sonars remorqués pour la recherche océanographique ;
- Systèmes de télécommande de puits pétroliers offshore ;
- Systèmes d'inspection de forages ou de canalisations d'eau douce ;
- Robots de nettoyage de grosses canalisations ;
- Caméras numériques sous-marines.

50 % du chiffre d’affaires est réalisé à l'export en 2008.

## Filiales
- ECA EN (France) : électronique de puissance, commande de moteurs électriques, systèmes de contrôle commande et de pilotage, machines tournantes électriques;
- ECA Sindel (Italie) : simulateurs navals professionnels  civils et militaires, opératifs et tactiques;
- ECA SINTERS (France) : équipements embarqués, moyens d'essais et de maintenance, services pour l'aéronautique;
- ECA FAROS (France) : simulateurs pour le transport terrestre et l'aéronautique;
- ECA CNAi (France) : ingénierie industrielle pour l'aéronautique;
- ECA ROBOTICS (France) : robotique et ingénierie de systèmes complexes pour la Défense, la Sécurité et le Civil;
- TRITON IMAGING Inc. (États-Unis) : logiciels de haute performance et de systèmes automatisés pour la cartographie des fonds marins et les applications d'imagerie sous-marine;
- SIMULATOR SYSTEMS INTERNATIONAL (États-Unis) : simulateurs pour le transport terrestre et l'aéronautique;
- ESFE Pte. Ltd. (Singapour) : ECA Services Far East, proximité.

## Actionnaires
Au 22 avril 2019.
| Nom                                                | Actions   | %     |
| Groupe Gorgé                                       | 5 414 312 | 61,1% |
| Inocap Gestion                                     | 521 491   | 5,89% |
| Amundi Asset Management SA (Investment Management) | 430 189   | 4,86% |
| Natixis Investment Managers International          | 204 401   | 2,31% |
| Norges Bank Investment Management                  | 165 633   | 1,87% |
| Quaero Capital                                     | 135 138   | 1,53% |
| ECA auto-détention                                 | 76 987    | 0,87% |
| HSBC Global Asset Management (France)              | 39 500    | 0,45% |
| Amplegest                                          | 23 056    | 0,26% |
| Eca SA Fcpe                                        | 22 113    | 0,25% |

## Dirigeants
[Quand ?]
- Raphaël Gorgé : Président ;
- Dominique Giannoni : Directeur Général ;
- Jean-Jacques Periou : Responsable du pôle Robotique & Naval ;
- Jean Louis Sambarino : Responsable du pôle Simulation ;
- Gilbert Rosso: Responsable du pôle Aéronautique.

## Aspects économiques
La société ECA est cotée sur Euronext Paris. En 2014, le chiffre d’affaires a progressé de 0,7 % pour s'établir à 93,9 millions d'euros. La société a pour objectif d'atteindre les 100 millions d'euros de CA en 2015.

### Webographie
- Site officiel du groupe Gorgé
- Présentation du groupe ECA et de ses activités
- Rapport Financier Semestriel juin 2011
- Contrat pour la fourniture d'un véhicule sous-marin autonome destiné à équiper les garde-côtes japonais
- ECA rend compte d’une croissance organique de 12 % au titre de l’exercice 2011
- Fourniture des robots Cobra MK2 à la DGA